# Agata Różańska
Agata Różańska – polska astronom, profesor nauk ścisłych i przyrodniczych, specjalizująca się w astronomii rentgenowskiej, w obserwacjach i numerycznym modelowaniu procesów fizycznych w kosmicznych źródłach promieni X.

## Działalność naukowa
Jest autorką prac naukowych dotyczących przepływu promieniowania w ciepłych ośrodkach absorpcyjnych, w gorących atmosferach gwiazd neutronowych i dysków akrecyjnych wokół czarnych dziur znajdujących się w jądrach aktywnych galaktyk jak i rentgenowskich układach podwójnych. Zapoczątkowała badania obszarów dwu-fazowych wokół supermasywnych czarnych dziur w centrach galaktyk. 
Jest koordynatorką polskiego zespołu w ramach międzynarodowego konsorcjum budującego teleskop kosmiczny ATHENA (Advanced Telescope for High-ENergy Astrophysics), który ma zostać wyniesiony na orbitę w roku 2032. 
Jest członkinią Polskiego Towarzystwa Astronomicznego, Międzynarodowej Unii Astronomicznej i Europejskiego Towarzystwa Astronomicznego. Od 2013 pełni rolę skarbnika Polskiego Towarzystwa Astronomicznego. W 2019 została powołana na członkinię Komitetu Badań Kosmicznych i Satelitarnych PAN na kadencję 2019-2022. Została wybrana członkinią Rady Europejskiego Towarzystwa Astronomicznego w kadencji 2020-2024.
Popularyzuje naukę w formie artykułów, wykładów i filmów popularnonaukowych.

## Życiorys
Absolwentka V Liceum Ogólnokształcącego w Bydgoszczy. Ukończyła studia magisterskie na kierunku astronomia na Wydziale Fizyki Uniwersytetu Warszawskiego. Doktorat z astrofizyki pt. Coexistence of the cold and the hot plasma in the vicinity of the black hole obroniła w 2000 roku pod kierunkiem prof. Bożeny Czerny. Habilitację pt. Efekty reprocesowania promieniowania rentgenowskiego w aktywnych jądrach galaktyk uzyskała w 2009. Tytuł profesora otrzymała w 2020. Obecnie pracuje w Centrum Astronomicznym im. Mikołaja Kopernika Polskiej Akademii Nauk w Warszawie.